# Baltic League
Baltic League (estniska: Balti liiga, lettiska: Baltijas Līga futbolā, litauiska: Baltijos futbolo lyga, officiellt Triobet Baltic League på grund av sponsring) var en baltisk fotbollsturnering för klubblag. Turneringen hölls fyra gånger mellan de bästa klubblagen från Estland, Lettland och Litauen innan den lades ner. Turneringen lanserades 2007 som fick inspiration av den numera nerlagda Skandinaviska turneringen Royal League.
I de två första säsongerna deltog de fyra bästa lagen från respektive land. Till säsongen 2009/2010 utökades turneringen till att innehålla 16 lag, fem lag från respektive land.

## Format
Den första upplagan av turneringen spelades med gruppspel och slutspel med direktutslagning innehållande dubbelmöte, även finalen spelades över två matcher. Det var enda säsongen där finalen har spelats över två matcher, sedan 2008 spelades finalen i en match.

## Finaler
| Säsong    | Segrare   | Resultat              | Tvåa      |
| --------- | --------- | --------------------- | --------- |
| 2007      | Metalurgs | 8–2 (3–1, 5–1)        | Ventspils |
| 2008      | Kaunas    | 2–1                   | Skonto    |
| 2009/2010 | Ventspils | 3–3 (e.f.) (5–3 str.) | Sūduva    |
| 2010/2011 | Skonto    | 1–1 (e.f.) (5–4 str.) | Ventspils |